# Tuanalaran
Tuanalaran (Tuana Laran) ist ein Stadtteil der osttimoresischen Landeshauptstadt Dili. Er liegt im Norden des Sucos Vila Verde (Verwaltungsamt Vera Cruz, Gemeinde Dili). Der Stadtteil wird durch den Fluss Maloa nach Westen von Perumnas abgegrenzt. Nördlich befindet sich der Stadtteil Virgolosa, östlich der Stadtteil Balide und südlich der Stadtteil Manumeta Rahun.